# Ustrój polityczny Irlandii
Irlandia jest republiką, w której obowiązuje Konstytucja Irlandii z 1937 roku z późniejszymi poprawkami.

## Prezydent
Głową państwa jest prezydent wybierany na 7 lat z prawem do jednej reelekcji w głosowaniu powszechnym i bezpośrednim. Rzeczywiste uprawnienia prezydenta są ograniczone. Na wniosek izby niższej parlamentu powołuje on premiera (Taoiseach). Ma prawo odesłać projekt ustawy do Sądu Najwyższego w celu stwierdzenia jej zgodności z konstytucją, nominalnie jest dowódcą sił zbrojnych, może być postawiony w stan oskarżenia.

## Władza ustawodawcza
Władza ustawodawcza należy do dwuizbowego parlamentu (Oireachtas) złożonego z izby niższej izby deputowanych (Dáil Éireann) i Senatu (Seanad Éireann). Dàil Éireann liczy 166 posłów wybieranych na okres nie dłuższy niż 5 lat w głosowaniu powszechnym i bezpośrednim. Senat liczy 60 osób – 11 senatorów mianowanych przez premiera, 3 wybieranych przez uniwersytety i 46 przedstawicieli grup zawodowych zorganizowanych w 5 kurii. Władzę wykonawczą sprawuje premier mający szerokie kompetencje.

## Wymiar sprawiedliwości
Wymiar sprawiedliwości należy do niezawisłych sądów. System sądownictwa tworzą Sąd Naczelny (High Court) i Sąd Najwyższy (Supreme Court).